# Луговий (Совєтський район)
Лугови́й (рос. Луговой, марій. Луговой) — селище у складі Совєтського району Марій Ел, Росія. Входить до складу Солнечного сільського поселення.

## Населення
Населення — 44 особи (2010; 52 у 2002).
Національний склад (станом на 2002 рік):
- марі — 65 %
- росіяни — 33 %